# Ahmed Saad Osman
Pour les articles homonymes, voir Osman.
Ahmed Saad Osman (arabe : أحمد سعد عثمان), né le 7 août 1979 à Benghazi, est un footballeur libyen évoluant au poste d'attaquant. Il joue aussi pour l'équipe nationale de Libye, notamment durant les championnats d'Afrique des nations 2009 et 2012.

## Palmarès
| - Al-Ahly Tripoli - Championnat de Libye - Vainqueur (1) : 2010. - Finaliste (4) : 2006, 2007, 2008 et 2011. - Coupe de Libye - Vainqueur (1) : 2006. - Supercoupe de Libye - Finaliste (1) : 2006.[réf. nécessaire] |

## Buts en sélection
| Buts (14) en sélection d'Ahmed Saad Osman | Buts (14) en sélection d'Ahmed Saad Osman | Buts (14) en sélection d'Ahmed Saad Osman             | Buts (14) en sélection d'Ahmed Saad Osman | Buts (14) en sélection d'Ahmed Saad Osman | Buts (14) en sélection d'Ahmed Saad Osman | Buts (14) en sélection d'Ahmed Saad Osman |
|                                           | Date                                      | Lieu                                                  | Adversaire                                | Score                                     | Résultat                                  | Compétition                               |
| ----------------------------------------- | ----------------------------------------- | ----------------------------------------------------- | ----------------------------------------- | ----------------------------------------- | ----------------------------------------- | ----------------------------------------- |
| 1.                                        | 16 novembre 2003                          | Stade du 28 Mars, Benghazi (Libye)                    | Sao Tomé-et-Principe                      | 7-0                                       | 8-0                                       | Qualifications Coupe du monde 2006        |
| 2.                                        | 19 janvier 2004                           | Stade du 11 juin, Tripoli (Libye)                     | Kenya                                     | 1-0                                       | 2-0                                       | Match amical                              |
| 3.                                        | 3 septembre 2004                          | Stade du 11 juin, Tripoli (Libye)                     | Bénin                                     | 3-1                                       | 4-1                                       | Qualifications Coupe du monde 2006        |
| 4.                                        | 8 octobre 2004                            | Stade du 11 juin, Tripoli (Libye)                     | Égypte                                    | 2-1                                       | 2-1                                       | Qualifications Coupe du monde 2006        |
| 5.                                        | 5 août 2006                               | (Syrie)                                               | Syrie                                     | -                                         | 2-1                                       | Match amical                              |
| 6.                                        | 16 août 2006                              | Stade du 11 juin, Tripoli (Libye)                     | Ouganda                                   | 2-2                                       | 3-2                                       | Match amical                              |
| 7.                                        | 15 juin 2008                              | Seisa Ramabodu Stadium, Bloemfontein (Afrique du Sud) | Lesotho                                   | 0-1                                       | 0-1                                       | Qualifications Coupe du monde 2010        |
| 8.                                        | 5 septembre 2008                          | Stade du 11 juin, Tripoli (Libye)                     | Ghana                                     | 1-0                                       | 1-0                                       | Qualifications Coupe du monde 2010        |
| 9.                                        | 30 décembre 2008                          | Khalifa International Stadium, Doha (Qatar)           | Qatar                                     | 4-2                                       | 5-2                                       | Match amical                              |
| 10.                                       | 10 octobre 2010                           | Stade du 11 juin, Tripoli (Libye)                     | Zambie                                    | 1-0                                       | 1-0                                       | Qualifications CAN 2012                   |
| 11.                                       | 9 février 2011                            | Stade du 11 juin, Tripoli (Libye)                     | Bénin                                     | 3-1                                       | 3-2                                       | Match amical                              |
| 12.                                       | 15 novembre 2011                          | Stade du 11 juin, Doha (Qatar)                        | Biélorussie                               | 0-1                                       | 1-1                                       | Match amical                              |
| 13.                                       | 25 janvier 2012                           | Stade de Bata, Bata (Guinée équatoriale)              | Zambie                                    | 1-0                                       | 2-2                                       | CAN 2012                                  |
| 14.                                       | 25 janvier 2012                           | Stade de Bata, Bata (Guinée équatoriale)              | Zambie                                    | 2-1                                       | 2-2                                       | CAN 2012                                  |

## Statistiques
| Saison      | Club                | Championnat | Championnat | Championnat | Coupe(s) nationale(s) | Coupe(s) nationale(s) | Compétition(s) continentale(s) | Compétition(s) continentale(s) | Compétition(s) continentale(s) | Sélection | Sélection | Sélection | Total | Total |
| Saison      | Club                | Division    | M.          | B.          | M.                    | B.                    | Comp.                          | M.                             | B.                             | Équipe    | M.        | B.        | M.    | B.    |
| 2000 - 2001 | Benghazi Al Jadeeda | 2           | -           | -           | -                     | -                     | -                              | -                              | -                              | Libye     | 2         | 0         | 2     | 0     |
| 2001 - 2002 | Benghazi Al Jadeeda | 2           | -           | -           | -                     | -                     | -                              | -                              | -                              | -         | -         | -         | 0     | 0     |
| 2002 - 2003 | Benghazi Al Jadeeda | 2           | -           | -           | -                     | -                     | -                              | -                              | -                              | -         | -         | -         | 0     | 0     |
| 2003 - 2004 | Al Nasr Benghazi    | 1           | 8           | 14          | -                     | -                     | C2                             | 1                              | 1                              | Libye     | 6         | 2         | 15    | 17    |
| 2004 - 2005 | Al Nasr Benghazi    | 1           | 4           | 7           | 2                     | 2                     | -                              | -                              | -                              | Libye     | 6         | 2         | 12    | 11    |
| 2005 - 2006 | Al Nasr Benghazi    | 1           | -           | -           | -                     | -                     | -                              | -                              | -                              | -         | -         | -         | 0     | 0     |
| 2005 - 2006 | Al-Ahly Tripoli     | 1           | 20          | 16          | 4                     | 4                     | -                              | -                              | -                              | Libye     | 5         | 0         | 29    | 20    |
| 2006 - 2007 | Al-Ahly Tripoli     | 1           | 4           | 4           | -                     | -                     | -                              | -                              | -                              | Libye     | 3         | 2         | 7     | 6     |
| 2007 - 2008 | Al-Ahly Tripoli     | 1           | 28          | 16          | -                     | -                     | -                              | -                              | -                              | Libye     | 3         | 1         | 31    | 17    |
| 2008 - 2009 | Al-Ahly Tripoli     | 1           | 26          | 9           | 1                     | 1                     | C1+C2                          | 4+2                            | 2+0                            | Libye     | 3         | 2         | 36    | 14    |
| 2009 - 2010 | Al-Ahly Tripoli     | 1           | 2           | 2           | -                     | -                     | -                              | -                              | -                              | -         | -         | -         | 2     | 2     |
| 2010 - 2011 | Al-Ahly Tripoli     | 1           | 4           | 5           | -                     | -                     | -                              | -                              | -                              | Libye     | 3         | 2         | 7     | 7     |
| 2011 - 2012 | Club africain       | 1           | 31          | 19          | -                     | -                     | -                              | -                              | -                              | Libye     | 9         | 3         | 40    | 22    |